# Siete vuelos
Siete vuelos es una serie de televisión dramática argentina emitida por la TV Pública. La historia se centra en una científica que descubre que no es la hija biológica de los padres que la criaron y se embarca mediante una guía en una búsqueda para encontrar al verdadero. Estuvo protagonizada por Sabrina Garciarena, Víctor Laplace, Andrea Pietra, Lito Cruz y José María Barrios Hermosa. La serie tuvo su estreno el martes 21 de marzo de 2017 y finalizó el 7 de abril del mismo año.

## Sinopsis
La historia girará en torno, a la vida de Clara, una joven científica exitosa, se entera a partir de la enfermedad de su madre, que le han mentido sobre su identidad. Su padre actual no es el verdadero. Decide entonces salir a buscarlo y viaja a Misiones. Allí encuentra un cuaderno con el título “Siete Vuelos para mi Victoria” donde el verdadero padre le propone que antes de encontrarse personalmente, haga un viaje conociendo a siete personas que fueron muy importantes para la vida de él. Clara emprende el viaje desafiando sus propios miedos y prejuicios, siguiendo la guía que el cuaderno le propone, al encuentro con su verdadero padre.

## Elenco
- Sabrina Garciarena como Clara
- Víctor Laplace
- Andrea Pietra
- Lito Cruz
- José María Barrios Hermosa como Mario
- Carlos Álvarez-Novoa
- Daniel Valenzuela
- Omar Holz
- Karin Scholler
- Luis Andrada
- Jorge Centeno
- Elcida Villagra
- Muriel Morgestern
- Isabella Caminos Bragatto

## Episodios
| N.º (serie) | Título                              | Directores     | Guionista(s)   | Emisión original    | Audiencia (en millones) |
| ----------- | ----------------------------------- | -------------- | -------------- | ------------------- | ----------------------- |
| 1           | «De quiebres y vuelos»              | Gastón Gularte | Gastón Gularte | 21 de marzo de 2017 | 0.8                     |
| 2           | «De silencios y profundidades»      | Gastón Gularte | Gastón Gularte | 22 de marzo de 2017 | 0.9                     |
| 3           | «De amistad y de tiempos»           | Gastón Gularte | Gastón Gularte | 28 de marzo de 2017 | 1.3                     |
| 4           | «De pescador y de duendes»          | Gastón Gularte | Gastón Gularte | 29 de marzo de 2017 | 1.2                     |
| 5           | «De yerba mate y carnaval»          | Gastón Gularte | Gastón Gularte | 29 de marzo de 2017 | 1.2                     |
| 6           | «De niños y cielos»                 | Gastón Gularte | Gastón Gularte | 30 de marzo de 2017 | 0.4                     |
| 7           | «De aguas grandes y música de años» | Gastón Gularte | Gastón Gularte | 31 de marzo de 2017 | 0.8                     |
| 8           | «Encuentros y decisiones»           | Gastón Gularte | Gastón Gularte | 7 de abril de 2017  | 0.0                     |

## Premios y nominaciones
| Lista de premios y nominaciones | Lista de premios y nominaciones | Lista de premios y nominaciones | Lista de premios y nominaciones | Lista de premios y nominaciones | Lista de premios y nominaciones |
| Año                             | Ceremonia de premiación         | Categoría                       | Nominado/a (s)                  | Resultado                       | Ref(s)                          |
| ------------------------------- | ------------------------------- | ------------------------------- | ------------------------------- | ------------------------------- | ------------------------------- |
| 2015                            | Premios Pucará                  | Mejor Fotografía                | Gustavo Biazzi y Alejo Maglio   | Ganador                         | [ 11 ]                          |
| 2015                            | Premios Pucará                  | Mejor Banda de Sonido           | Guillermo Ursini                | Ganador                         | [ 11 ]                          |